# Daihatsu Hijet
Daihatsu Hijet là một xe van siêu nhỏ và xe tải nhỏ được sản xuất bởi hãng xe Nhật Bản Daihatsu. Mặc dù có những điểm tương đồng giữa cái tên Hijet và đề án đặt tên của Toyota cho các xe tải và xe van của họ (Hiace và Hilux), "Hijet" đã được sử dụng cho các xe tải Kei và xe van của Daihatsu từ năm 1960, hơn hai thập kỷ trước khi được Toyota nắm quyền kiểm soát. "Hijet", khi được phiên âm tiếng Nhật, rất gần với "Midget", một trong những dòng xe tải nhỏ khác của Daihatsu. Đối thủ cạnh tranh của Hijet tại Nhật Bản là Honda Acty, Subaru Sambar, Mitsubishi Minicab và Suzuki Carry. Năm 2002, Daihatsu ra mắt khái niệm Hijet Cargo Hybrid, một xe van lai, tại Nhật Bản dùng động cơ 660 cc.

## Liên kế ngoài
- Website chính thức của Daihatsu
- Thông số chiếc xe
- Trang thông tin Daihatsu Hijet bằng tiếng Anh

Bản mẫu:Daihatsu